# Saint-Pal-de-Senouire
Saint-Pal-de-Senouire é uma comuna francesa na região administrativa de Auvérnia-Ródano-Alpes, no departamento de Alto Loire. Estende-se por uma área de 17,88 km². Em 2010 a comuna tinha 112 habitantes (densidade: 6,3 hab./km²).